# Fevereiro de 2018
Fevereiro de 2018 é o 2º mês do ano de 2018.

## Eventos
- 1 de fevereiro : Arqueólogos anunciam descoberta de cerca de 60 mil estruturas maias na Reserva da Biosfera Maia, na Guatemala, através do uso de LIDAR.
- 2 de fevereiro : primeiro lançamento bem-sucedido do veículo de lançamento japonês SS-520 - 5, o menor do mundo.
- 6 de fevereiro : Espaçonave Falcon Heavy, da SpaceX, faz seu primeiro voo equipada com Tesla Roadster de Elon Musk como carga útil.
  - um sismo de magnitude 6,4 no Taiwan faz pelo menos 17 mortos.
- 6 de fevereiro a 10 de fevereiro : Vaga de frio atinge Portugal. A temperatura chegou a 7 graus negativos em Carrazeda de Ansiães.
- 9 de fevereiro : Jogos Olímpicos de Inverno começam em Pyeongchang, Coreia do Sul.
- 10 de fevereiro : Seleção Portuguesa de Futsal vence o Campeonato Europeu de Futsal de 2018.
- 11 de fevereiro :
  - o voo Saratov Airlines 703 cai após decolar do Aeroporto Domodedovo, Rússia, matando 71 pessoas a bordo.
  - eleições gerais no Mónaco
- 13 de fevereiro :
  - os Acadêmicos do Tatuapé é bicampeã do Carnaval de São Paulo.[1]
  - a escola de samba Beija-Flor de Nilópolis é, pela décima-quarta vez, campeã do grupo especial do Carnaval do Rio de Janeiro.[2]
- 14 de fevereiro :
  - Jacob Zuma renuncia e Cyril Ramaphosa assume como Presidente da África do Sul.
  - um massacre na Stoneman Douglas High School mata 17 pessoas e fere outras 15 em escola de Parkland, Estados Unidos.
- 15 de fevereiro : Eclipse solar parcial
- 16 de fevereiro :
  - o Governo do Brasil decreta uma intervenção federal na segurança pública do Rio de Janeiro, pela primeira vez sob vigência da Constituição de 1988.
  - início da intervenção federal no Rio de Janeiro, a primeira intervenção federal desde a constituição de 1988. O general Walter Souza Braga Netto é nomeado interventor do estado.[3]
- 18 de fevereiro : Voo Aseman Airlines 3704 cai na Cordilheira de Zagros, Irão, matando 65 pessoas a bordo.
- 19 de fevereiro : o Governo do Brasil decide suspender a tramitação da reforma da Previdência.[4]
- 23 de fevereiro : Eleições gerais no Djibouti
- 25 de fevereiro : Encerram-se Jogos Olímpicos de Inverno de Pyeongchang, Coreia do Sul.